# 本森海崖
80°0′S 157°57′E / 80.000°S 157.950°E
本森海崖（英語：Benson Bluff）是南極洲的海崖，位於奧次地，處於拉戈茲基冰川西面，屬於不列顛嶺的一部分，海拔高度約1,300米，現時由南極條約體系管理。